# Neds
Neds (también conocido como Non-Educated Delinquents) es una película dramática británica de 2010 escrito y dirigido por Peter Mullan. El título es un acrónimo de la palabra "ned", un término despectivo que se aplica en Escocia a los gamberros y los delincuentes menores. La película recibió numerosos elogios de la crítica.

## Argumento
La película nos cuenta la historia de John McGill, un niño que creció en Glasgow en la década de 1970. Aunque es un estudiante brillante que sobresale en sus estudios en la escuela, su naturaleza estudiosa causa conflictos con su familia de clase trabajadora y el vecindario más amplio y plagado de pandillas. Por su entorno, pasa de víctima a verdugo, de buen alumno a NED, de monaguillo a esnifador de pegamento. Y cuando intenta volver a ser como antes, la nueva realidad y el pasado reciente le impiden que se conforme dando lugar a una casi inevitable autoconfrontación violenta.

## Reparto
- Conor McCarron - John McGill
- Gregg Forrest - Joven John
- Martin Bell - Julian
- Marianna Palka - Aunt Beth
- Steven Robertson - Mr. Bonetti
- Khai Nugent - Tam
- Joe Szula - Benny
- Mhairi Anderson - Elizabeth
- Gary Milligan - Canta Brown
- John Joe Hay - Fergie
- Christopher Wallace - Wee T
- Richard Mack - Gerr
- Ryan Walker - Sparra
- Lee Fanning - Minty
- Ross Greig - Fifey
- Greg McCreadie - Tora
- Scott Ingram - Casper
- Cameron Fulton - Crystal
- Craig Kerr - Rebel
- Kat Murphy - Claire
- Stefanie Szula - Linda
- Annie Watson - Agnes
- Zoë Halliday - Mandy
- Sara MacCallum - Shelagh
- Louis McLaughlin - Robert
- David O'Brien - Bernard
- Ross Weston - Danny
- Claire Gordon - Louise
- Marcus Nash - Patrick
- Peter Mullan - Mr. McGill